# Schloss Inzersdorf
Schloss Inzersdorf war die Bezeichnung für zwei Gebäude in Inzersdorf.

## Altes Schloss

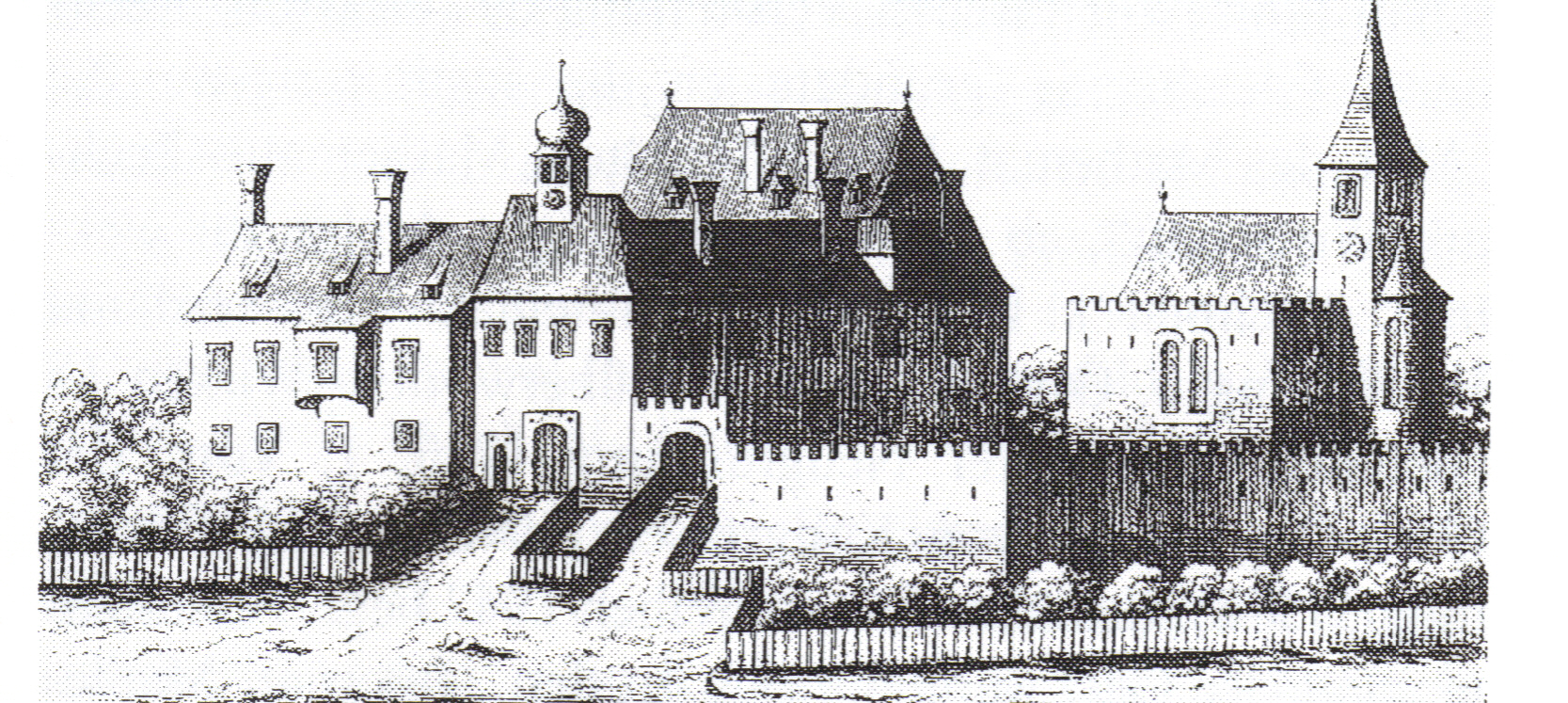
Das alte Schloss nach Georg Matthäus Vischer 1672

Das alte Schloss, welches von den Rittern von Inzersdorf im 17. Jahrhundert erbaut wurde, war samt Kirche und dem sich hinter dieser ausbreitenden Friedhof von einem Wassergraben umgeben, über den zwei Brücken führten; die eine in das Schloss, die andere in die Kirche. Letztere stand so, dass der Turm in der Richtung gegen die Mühle sich befand.
Der rückwärtige Teil der Kirche war durch einen gedeckten Gang mit dem Schloss verbunden. Das alte Schloss musste 1965 einem Gemeindebau weichen.

## Neues Schloss
Das neue Schloss wurde 1765 südwestlich vom alten errichtet. Es hieß ehemals »Spiegelhof« und war ein Freihof, der ursprünglich aus vier Häusern zusammengebaut wurde, von denen zwei der Herrschaft und zwei der Familie Rambach, die zu jener Zeit ebenfalls einen Hof mit Untertanen besaß, dienstbar waren.
Diese Edel- oder Freihöfe waren wohl nicht von den Gemeindelasten, aber von den Herrschaftsleistungen befreit. Sie hatten ihre eigenen Untertanen, ihr eigenes Grundbuch und einen vom Hofbesitzer bestellten Grundrichter, der seine Untertanen in Gemeindeangelegenheiten vertrat.
Ein solcher Freihof bildete eine eigene Gemeinde in der Gemeinde.
Die verlässlichen Nachrichten über den Spiegelhof reichen bis zum Jahre 1640 zurück, zu welcher Zeit er Eigentum der Familie Geyer von Osterburg war.
Das Schloss in Inzersdorf (zum Unterschied zu dem neben der Kirche befindlichen »alten« Schlossgebäude auch das »neue Schloss« genannt) wurde im Jahre 1765 vom damaligen Herrschaftsbesitzer Ferdinand Grafen Harrach an Stelle des sogenannten „Spiegelhofes“ erbaut. 1857 kamen Schloss und Herrschaft Inzersdorf in den Besitz der Großindustriellenfamilie von Heinrich Drasche. Der Gebäudekomplex trug den Charakter der damaligen Bauweise ausgeprägt an sich und befand sich, mit der Nordfront an der Liesing—Schwechater Bezirksstraße gelegen, in einem 9,8 Hektar großen, vorzüglich gepflegten Park französischen Stils.
Vis-a-vis, nur durch diese Bezirksstraße getrennt, befand sich ein circa 14 Hektar großer, im englischen Stil gehaltener Schlosspark. Von den einzelnen Räumlichkeiten war der in reinem Barockstil erbaute große Musiksaal sowie der im Empirestil renovierte Speisesaal besonders bemerkenswert.
Im Schloss, welches nur während einiger Sommermonate von dem damaligen Besitzer bewohnt war, befand sich auch eine reichhaltige Mineraliensammlung.
Die Schlösser wurden während der Luftangriffe auf Wien im Verlauf des Zweiten Weltkriegs durch Bombentreffer schwer beschädigt und schließlich 1965 im Zuge der Errichtung der Wiener Südosttangente ganz abgerissen. Zum Teil wurde das Gelände durch den neu errichteten Straßenzug überbaut und zum anderen Teil eine öffentliche Parkanlage errichtet, siehe Draschepark.